# WTA-toernooi van Worcester
Het WTA-toernooi van Worcester (officieel: Virginia Slims of New England) was een tennistoernooi voor vrouwen dat van 1986 tot en met 1990 plaatsvond in de Amerikaanse stad Worcester (Massachusetts).
De WTA organiseerde het toernooi, dat in de categorie "Tier II" viel en werd gespeeld op overdekte tapijtbanen.
Er werd door 32 deelneemsters per jaar gestreden om de titel in het enkelspel, en door 16 paren om de dubbelspeltitel. Aan het kwalificatietoernooi voor het enkelspel namen 32 speelsters deel, met vier plaatsen in het hoofdtoernooi te vergeven.

## Meervoudig winnaressen enkelspel
| speelster           | aantal titels | in de jaren                  |
| ------------------- | ------------- | ---------------------------- |
| Martina Navrátilová | 4             | 1986jan, 1986nov, 1988, 1989 |

## Enkel- en dubbelspeltitel in één jaar
| speelster           | in het jaar                  |
| ------------------- | ---------------------------- |
| Martina Navrátilová | 1986jan, 1986nov, 1988, 1989 |

## Finales

### Enkelspel
| Datum      | Naam                          | Cat.    | ($)     | Winnares            | Verliezend finaliste | Uitslag       |
| ---------- | ----------------------------- | ------- | ------- | ------------------- | -------------------- | ------------- |
| 1986-01-13 | Virginia Slims of New England |         | 250.000 | Martina Navrátilová | Claudia Kohde-Kilsch | 4-6, 6-1, 6-4 |
| 1986-11-03 | Virginia Slims of New England |         | 250.000 | Martina Navrátilová | Hana Mandlíková      | 6-2, 6-2      |
| 1987-11-02 | Virginia Slims of New England |         | 250.000 | Pam Shriver         | Chris Evert          | 6-4, 4-6, 6-0 |
| 1988-10-31 | Virginia Slims of New England | Tier II | 300.000 | Martina Navrátilová | Natallja Zverava     | 6-7, 6-4, 6-3 |
| 1989-10-30 | Virginia Slims of New England | Tier II | 300.000 | Martina Navrátilová | Zina Garrison        | 6-2, 6-3      |
| 1990-11-05 | Virginia Slims of New England | Tier II | 350.000 | Steffi Graf         | Gabriela Sabatini    | 7-6, 6-3      |

### Dubbelspel
| Datum      | Naam                          | Cat.    | ($)     | Winnaressen                     | Verliezend finalistes              | Uitslag       |
| ---------- | ----------------------------- | ------- | ------- | ------------------------------- | ---------------------------------- | ------------- |
| 1986-01-13 | Virginia Slims of New England |         | 250.000 | Martina Navrátilová Pam Shriver | Claudia Kohde-Kilsch Helena Suková | 7-5, 6-3      |
| 1986-11-03 | Virginia Slims of New England |         | 250.000 | Martina Navrátilová Pam Shriver | Claudia Kohde-Kilsch Helena Suková | 6-3, 6-1      |
| 1987-11-02 | Virginia Slims of New England |         | 250.000 | Elise Burgin Rosalyn Fairbank   | Bettina Bunge Eva Pfaff            | 6-4, 6-4      |
| 1988-10-31 | Virginia Slims of New England | Tier II | 300.000 | Martina Navrátilová Pam Shriver | Gabriela Sabatini Helena Suková    | 6-3, 3-6, 7-5 |
| 1989-10-30 | Virginia Slims of New England | Tier II | 300.000 | Martina Navrátilová Pam Shriver | Elise Burgin Rosalyn Fairbank      | 6-4, 4-6, 6-4 |
| 1990-11-05 | Virginia Slims of New England | Tier II | 350.000 | Gigi Fernández Helena Suková    | Mary Joe Fernandez Jana Novotná    | 3-6, 6-3, 6-3 |